# Christian Keysers
Christan Keysers (27 giugno 1973) è un biologo, psicologo e ricercatore in neuroscienze tedesco.

## Biografia
Christian Keysers è nato in Belgio da padre franco-tedesco e madre tedesca. Dopo il trasferimento della famiglia in Germania, Christian Keysers ha frequentato la scuola europea di Monaco, in seguito ha studiato psicologia e biologia presso l'Università di Costanza, l'Università della Ruhr a Bochum ed infine a Boston. Nel 2000 ha completato il suo dottorato presso l'Università di St Andrews, in Scozia, dove ha lavorato presso con David Perret.
Dal 2001 al 2004, ha studiato come borsista post-dottorato presso l'Università degli Studi di Parma, il suo gruppo di lavoro ha scoperto il ruolo dei neuroni specchio uditivi, ampliando la conoscenza del loro funzionamento. Ha poi ampliato il concetto dei neuroni specchio alle emozioni e sensazioni, dimostrando che la nostra corteccia somatosensoriale è attiva non solo quando si è toccati, ma anche se si vede qualcuno che è toccato.
Nel 2004 viene assunto dall'Università di Groninga, come professore presso il Dipartimento di Neurologia e nel 2007 inizia a collaborare anche con il Dipartimento di Neuroscienza 
In questo periodo approfondirà lo studio delle basi neurali dell'empatia anormale, nella schizofrenia, nell'autismo e nella psicopatia.
A partire dal 2008 amplierà la sua collaborazione con vari altri organismi come il Bethesda Institute, l'Università di Bonn, il NIN (Netherlands Institute for Neuroscience) e l'Università di Princeton.

## Pubblicazioni
- The Empathic Brain, (2012)

## Premi e riconoscimenti
- ERC Starting Grant (2012)
- IPPY Award for Best Science Book (2012)
- Marie Curie Excellence Grant (2005)
- Marie Curie Excellence Award (2004)